# 威廉七世 (亞奎丹)
威廉七世（Guillaume VII d'Aquitaine，約1023年—1058年）是威廉五世之子，普瓦捷家族的成員，1039年繼承異母兄威廉六世成為亞奎丹公爵。
威廉七世有兩個女兒：克蕾門絲，嫁給盧森堡伯爵康拉德一世；以及阿格尼絲，嫁給薩伏依伯爵皮特羅一世。因為他沒有兒子，1058年去世時由弟弟威廉八世繼位。